# Escherichia coli
Escherichia coli (kort E. coli) er nem at kende fra andre bakterier, ved hjælp af dens evne til at omdanne laktose ved 44 °C, samt dens vækst og farvereaktion på visse typer af kulturmedier.
Bakterien blev opdaget af Theodor Escherich, en tysk børnelæge og bakteriolog i 1885, og er en af hovedarterne af tyktarmsbakterier, som naturligt lever i pattedyrs tyktarme. Her hjælper E. coli med bearbejdelse af affaldsstoffer, produktion af K-vitamin og næringsoptagelse. I menneskelig afføring udgør E. coli typisk ca. 10% af tyktarmsbakterierne.
E. coli er almindeligt brugt til at indikere sundhedsrisiko ved drikkevand og fødevarer. De er defineret som stavformede, Gram-negative mikroorganismer, der omdanner laktose og derved producerer syre og gas, når de formerer sig ved 35 °C. E. coli forekommer ligesom andre tyktarmsbakterier i stort antal i varmblodede dyrs afføring (fækal), men kan også forefindes i vandmiljø, i jord og på vegetation. 
Idet E. coli næsten kun er af fækal oprindelse, kan den benyttes til effektiv bekræftelse af fækalforurening.
Forskellige serotyper af E. coli lever i forskellige dyr, så ved påvisning af fækalt materiale i f.eks. vand, kan det bestemmes om afføringen stammer fra mennesker, fugle eller andre dyr. 
Som alle Gram-negative organismer er denne bakterie ikke i stand til at danne Endosporer, og alle aktive bakterier kan derfor dræbes ved behandling, såsom pasteurisering eller simpel kogning. 

## Forskellige serotyper
En serotype er en gruppe af bakterier som adskiller sig fra deres stambakterie ved specielle karakteristika. Disse forskelle kan som regel kun påvises på molekylært plan, men kan resultere i forandringer i bakteriens fysiologi eller livscyklus og føre til patogenese.
Nye serotyper af E. coli opstår hele tiden gennem mutation, og nogle af disse serotyper kan have karakteristika som kan skade deres vært.

## Sygdomsfremkaldende E. coli
Der findes mange tusinde forskellige typer af E. coli, og de sygdomsfremkaldende kan inddeles i få grupper. Grupperne karakteriseres ved en kombination af serotypning og virulenstypning, der nemmest gøres ved påvisning af gener, som kun findes i de sygdomsfremkaldende grupper. Nogle undergrupper forårsager kun infektion i visse dyrearter, mens andre undergrupper kun forårsager sygdom hos mennesker.
De sygdomsfremkaldende E. coli-stammer hos mennesker kan hovedinddeles i de der forårsager tarminfektioner (tarmpatogene E. coli) og de der forårsager infektion udenfor tarmen (de ekstraintestinale E. coli). 
Den verotoksin-producerende E. coli O157:H7 er den almindeligste af de sygdomsfremkaldende E. coli. Denne bakterieserotype var årsag til fødevarebåren sygdom i 1982. Sygdomsudbruddet i 2011 blev forårsaget af den beslægtede verotoxin-producerende stamme E.coli O104:H4.
Uden for tarmen:
- ExPEC (Ekstraintestinale patogene E. coli):
  - Urinvejsinfektion (blærebetændelse)
  - Sepsis (blodforgiftning)
  - Blindtarmsbetændelse
  - Galdeblærebetændelse
  - Meningitis primært hos spædbørn (sjælden)

I tarmen:
- VTEC, STEC, SLTEC, EHEC og HUSEC (Verotoksin-producerende E. coli):
  - Blodig diarré, oftest hos børn
  - Kan kompliceres med hæmolytisk uræmisk syndrom(HUS)
  - Toksinet er næsten identisk med Shiga-toksinet produceret af Shigella dysenteriae type 1.
  - HUS (akut nyresvigt)
- A/EEC (“Attaching and effacing” E. coli):
  - Sandsynlig årsag til diarré, mest hos børn
- EPEC (Enterpatogene E. coli) – undergruppe af A/EEC:
  - Spædbørns- og småbørnsdiarré især i udviklingslande, oftest langvarig
  - DNA'er koder for gener der giver evne til at adhærere til tyndtarmens epitel og mikrovilli.
- ETEC (Enterotoksiske E. coli):
  - Rejsediarré.
  - Skyldes(ETEC bakterier laver en af de to):
    - Varmetlabilt toksin(LT), det virker, er opbygget og krydsreagerer immunologisk som choleratoksinet.
    - Varmestabilt toksin(ST), stimulere guanylatcyklasen.
- EIEC (Enteroinvasive E. coli):
  - Kan invadere tyktarmsepitelet, hvor de formerer sig, og giver anledning til celledød og inflammation. Dette giver mavesmerter og blodige, pusfyldte diarrér, som minder om en Shigella infektion.

Antibiotikaresistente:
- NDM-1